# マドリード包囲戦
マドリード包囲戦（マドリードほういせん、英:The siege of Madrid、西:Batalla de Madrid）は、スペイン内戦時（1936年7月〜1939年4月）において1936年11月から1939年3月にまで続いた戦いのこと。

## 解説
このころ、もはや反乱軍を止める力が無かった政府軍はマドリード近郊の都市アルカサルも反乱軍によって奪取されておりもはや絶体絶命の状態。また、フランコ率いる反乱軍が進撃する前のマドリードでは独伊空軍による激しい爆撃が行われており、誰の目から見てもマドリード陥落は時間の問題であった。しかし、反乱軍がマドリードにて進撃を行うと政府軍は激しい抵抗を開始。そうそうに陥落することはなくなった。
それでも、不利であることは確か。防衛を担当する軍の高官も降伏を行おうとしていたがそれは共産党員のドローレス・イバルリによって拒否された。彼女は「膝を屈して生きるよりは脚で立って死のう！奴らを通すな！我らは通るぞ！」という演説でマドリード内外の共産主義者を熱狂させ、マドリード市民は皆が兵士となって反乱軍に抵抗した（後にこの演説はマドリード防衛を象徴するスローガンとなった）
彼らの必死の防衛に世界中から同情と支援の声を呼び寄せ、6万人の義勇兵が世界中から駆けつけた。この義勇兵の中には「老人と海」などで知られるアーネスト・ヘミングウェイ、ユーゴスラビア指導者となるヨシップ・ブロズ・チトー、「1984」で知られるジョージ・オーウェルなどがいた。 特にヘミングウェイはこのスペイン内戦を題材に「誰が為に鐘は鳴る」を書いており、映画化もされている。
一方、マドリード防衛に成功していた政府軍であったものの各地では敗北を重ねており、1939年1月のバルセロナ陥落は反乱軍の勝利を裏付ける戦いとなった。
これを受け2年にも渡り防衛を続けてきたマドリード市内では守備隊によるクーデターが起こり共産主義勢力が排除される事態に。 こうして1939年3月28日、反乱軍はマドリードに入城。 
ここに、スペイン内戦及びマドリード包囲戦は反乱軍の勝利で終わった。